# Kênh 12
Kênh 12 là một con sông đổ ra Sông Ba Rài. Sông có chiều dài 32 km và diện tích lưu vực là km². Kênh 12 chảy qua các tỉnh Tiền Giang, Long An.